# Черето Груе
Черето Груе (итал. Cerreto Grue) је насеље у Италији у округу Алесандрија, региону Пијемонт.
Према процени из 2011. у насељу је живело 201 становника. Насеље се налази на надморској висини од 242 м.

## Становништво
Према резултатима пописа становништва 2011. у општини је живело 325 становника.
| 1936. | 1951. | 1961. | 1971. | 1981. | 1991. | 2001. | 2011. |
| ----- | ----- | ----- | ----- | ----- | ----- | ----- | ----- |
| 587   | 598   | 553   | 452   | 382   | 360   | 339   | 325   |